# Przełęcz Gruszowiec
Przełęcz Gruszowiec (660 m n.p.m.) – wybitna przełęcz w Beskidzie Wyspowym między Ćwilinem a Śnieżnicą. Prowadzi przez nią droga krajowa nr 28 na odcinku Limanowa – Mszana Dolna.
Na zachodnich stokach przełęczy znajduje się wieś Kasina Wielka, na wschodnich wieś Gruszowiec. 1 września 1944 r. Gruszowiec spacyfikowany został przez wojska hitlerowskie w odwecie za zorganizowaną tu przez partyzantów zasadzkę na transport niemiecki. Hitlerowcy zamordowali wtedy 36 osób i spalili 12 domów. By zmniejszyć zagrożenie dla następnych transportów, kazali po obu stronach drogi wyciąć szerokie pasy lasu.
Na przełęczy znajdują się przystanek PKS, restauracja „Bar pod Cyckiem”, murowana kapliczka oraz pomnik ku czci pomordowanych mieszkańców podczas pacyfikacji. Z rejonu przełęczy w kierunku wschodnim rozlega się widok na Łopień, w kierunku zachodnim na Lubogoszcz i Luboń Wielki z charakterystyczną wieżą przekaźnika oraz na odległą Babią Górę.
Przez Przełęcz Gruszowiec biegnie dział wodny między dorzeczami Raby i Dunajca. Do dorzecza Dunajca należy spływający wschodnimi stokami potok Łososinka, do dorzecza Raby spływający zachodnimi stokami potok Kasinianka.

## Piesze szlaki turystyczne
Przełęcz Gruszowiec – Śnieżnica (1 h) – Kasina Wielka – Dzielec – Ciecień – Grodzisko – Poznachowice Górne
 Przełęcz Gruszowiec – Ćwilin (1:15 h) – Jurków – Mogielica – Szczawa
 Przełęcz Gruszowiec – Schronisko na Śnieżnicy (45 min).

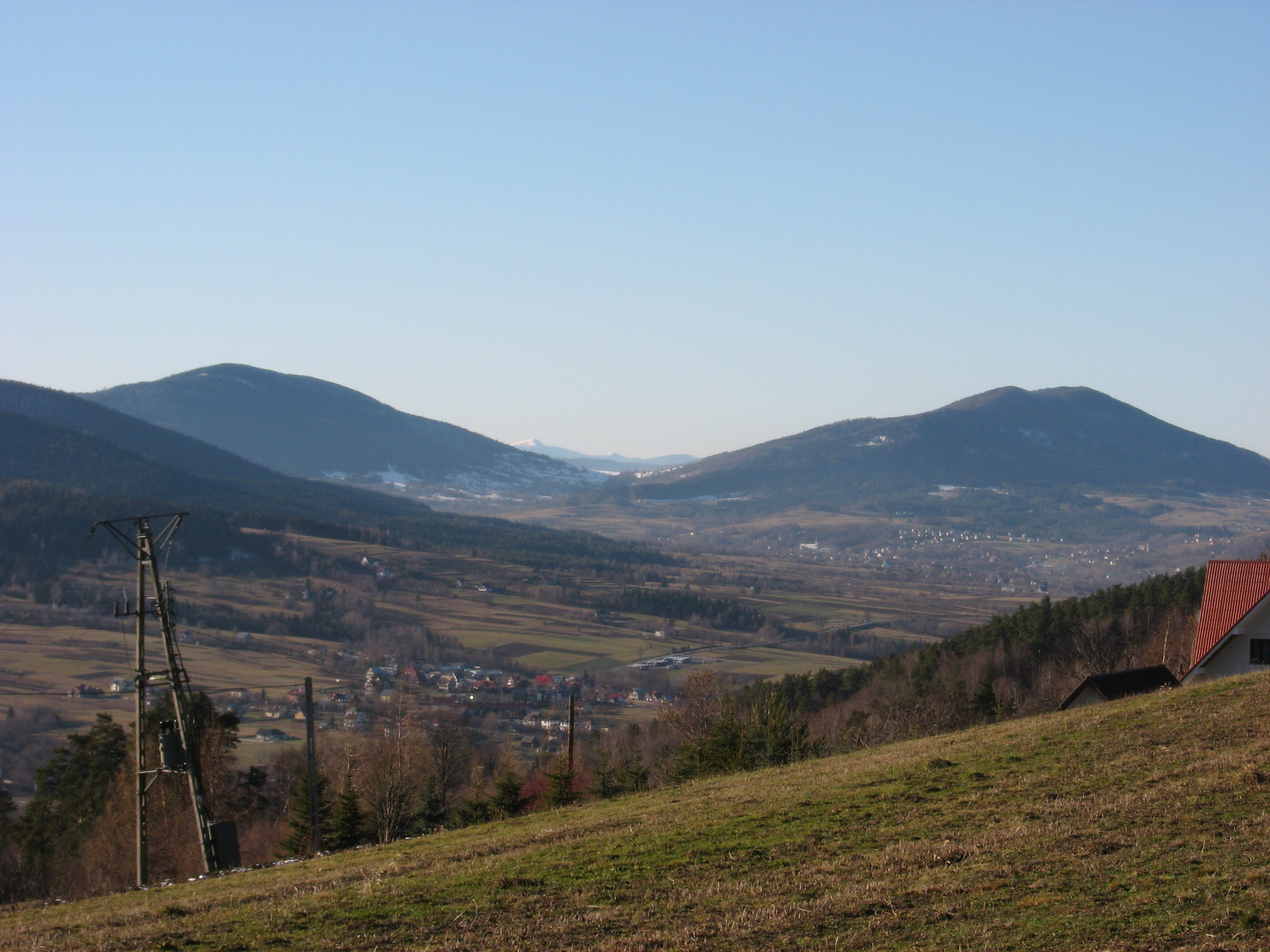
Przełęcz Gruszowiec pomiędzy Ćwilinem (z lewej) i Śnieżnicą (z prawej). Nad przełęczą Babia Góra w śniegu
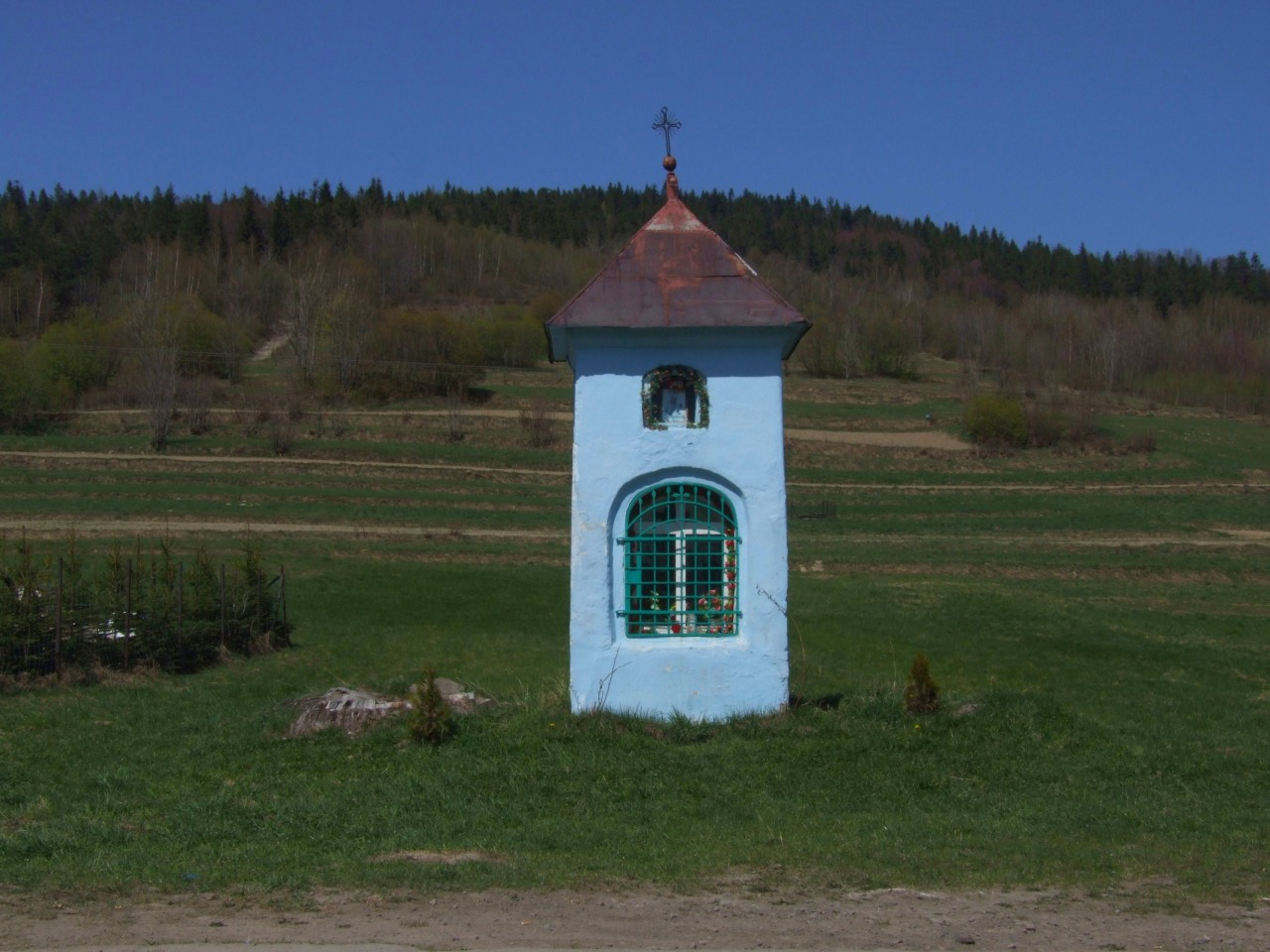
Kapliczka na przełęczy
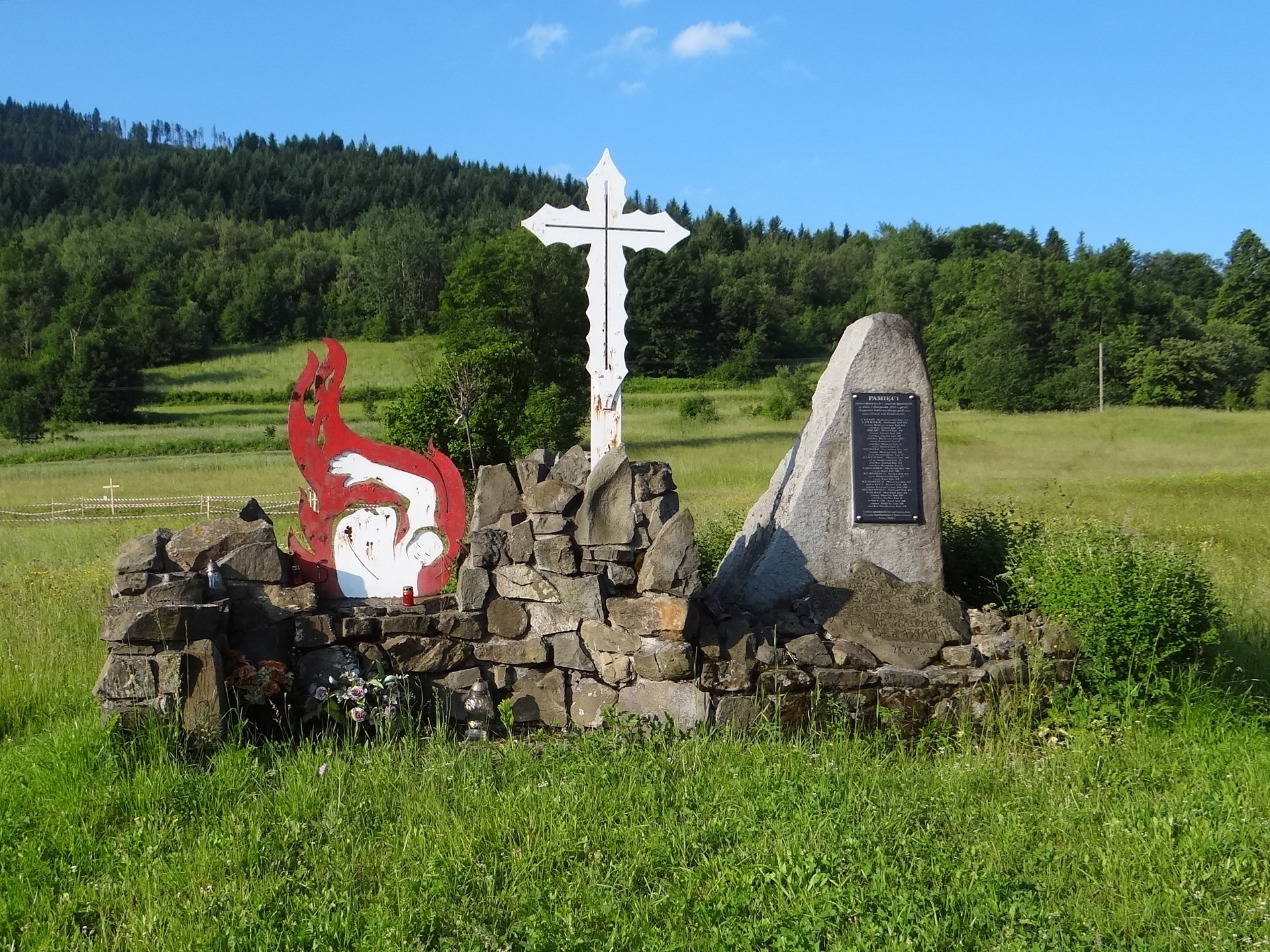
Pomnik ofiar pacyfikacji
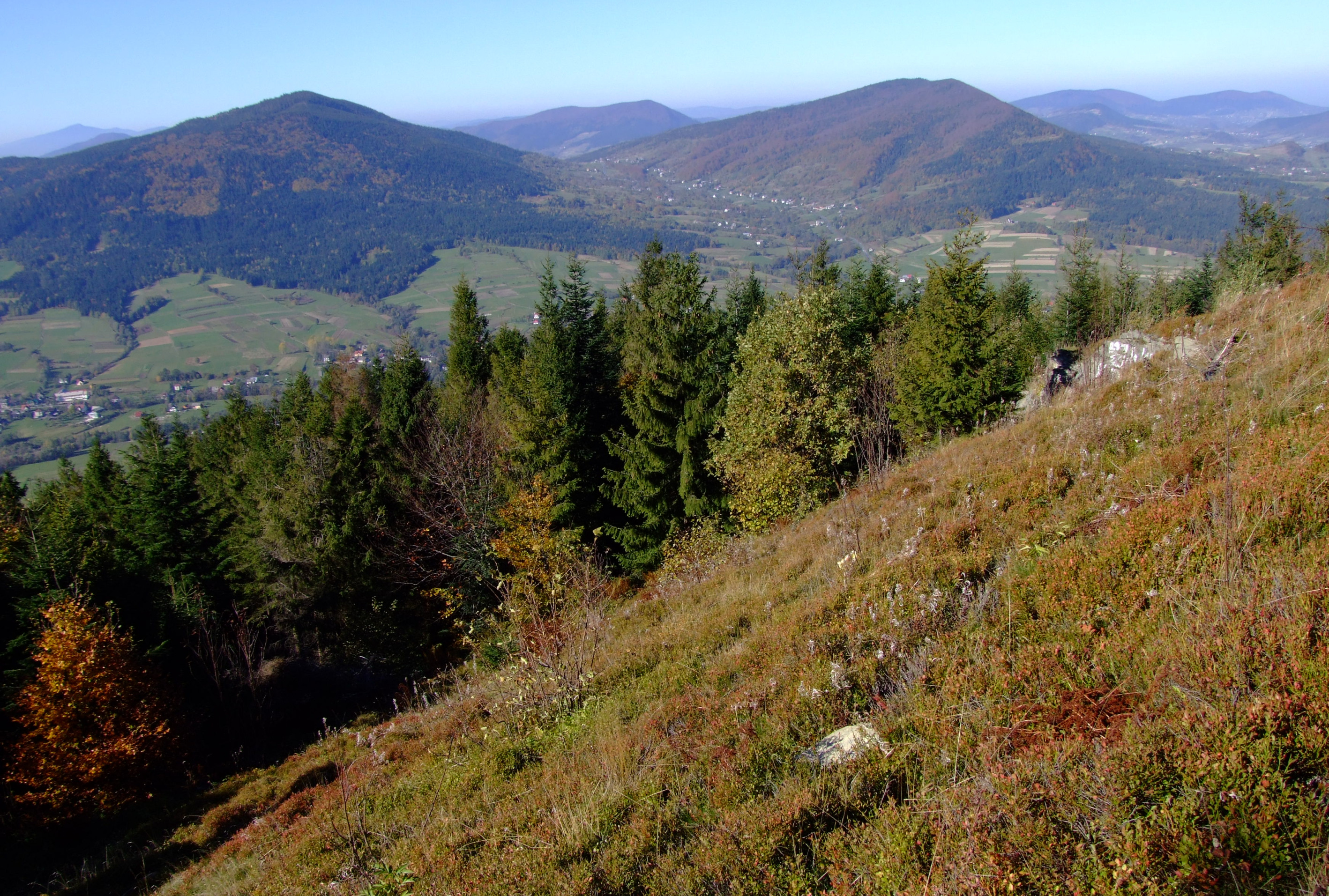
Widok na przełęcz z Łopienia